# Gustav Großklaus
Gustav Großklaus (* 25. Januar 1882; † 13. April 1963) war ein deutscher Winzer. Er ist ein Pionier des Genossenschaftswesens in Deutschland.

## Werdegang
Nach seinem Schulabschluss erlernte er auf dem Weingut von Professor Adolph Blankenhorn in Ihringen den Beruf des Winzers. Anschließend war er auf dem Gut fast 20 Jahre als Verwalter tätig. Als der örtliche Weinhändler Heinrich Rappenegger als Folge der Inflation seinen Betrieb einstellen musste, gründete Großklaus 1924 in der turbulenten Zeit der politischen Entwicklungen der Republik Baden die Kaiserstühler Winzergenossenschaft Ihringen, in der sich rund 200 Ihringer Winzer zusammenschlossen. Unter seiner Leitung entwickelte sie sich zur größten örtlichen Winzergenossenschaft Deutschlands. Insbesondere nach dem Bau eines eigenen Kellereigebäudes 1936 begann der Aufschwung. 1952 war er maßgeblich an der Gründung der Zentralkellerei badischer Winzergenossenschaften, heute Badischer Winzerkeller, in Breisach am Rhein beteiligt und gehörte bis kurz vor seinem Tod deren Vorstand an.
Ehrenamtlich tätig war er als Vorstandsvorsitzender der Spar- und Kreditbank Ihringen. Er war lange Jahre Mitglied im Gemeinderat von Ihringen und stellvertretender Bürgermeister. Zudem war er Mitglied des Kreisrates im Landkreis Freiburg.

## Ehrungen
- Dezember 1951: Verdienstkreuz am Bande der Bundesrepublik Deutschland